# Rettet den Regenwald
Der Verein Rettet den Regenwald e. V. ist eine Umweltorganisation in Deutschland.
Die sich selbst als politisch unabhängig bezeichnende Organisation setzt sich für den Tropischen Regenwald, seine indigenen Bewohner und den Erhalt ihrer Lebensräume ein und unterstützt dieses Ziel auch finanziell. Mit Online-Petitionen in sieben Sprachen (Deutsch, Englisch, Französisch, Spanisch, Italienisch, Portugiesisch, Indonesisch) und der Zeitschrift Regenwald Report macht der Verein auf regenwaldzerstörende Projekte aufmerksam und kritisiert die beteiligten Unternehmen, Banken und Regierungen. Zudem sammelt der Verein Spenden, mit denen die Arbeit örtlicher Umweltorganisationen und Menschenrechtsgruppen unterstützt wird.
Die thematischen Schwerpunkte der Vereinsarbeit sind Monokulturen (Palmöl, Kakao, Soja, Eukalyptus, Zuckerrohr), Land Grabbing/Landraub, Biotreibstoff, Großprojekte wie Staudämme, Ressourcenausbeutung durch Goldgewinnung, illegaler Holzeinschlag, Tropenholzverzicht, Wilderei, Massentierhaltung. Der Verein setzt sich für die Einhaltung der Menschenrechte ein. Regionale Schwerpunkte liegen derzeit in Indonesien, Malaysia, Kambodscha, Philippinen, südliches Afrika, Brasilien und Peru. Die Arbeit des Vereins beschränkt sich nicht nur auf die Tropen, sondern schließt die heimische Umwelt ein.

## Gründung und Finanzierung

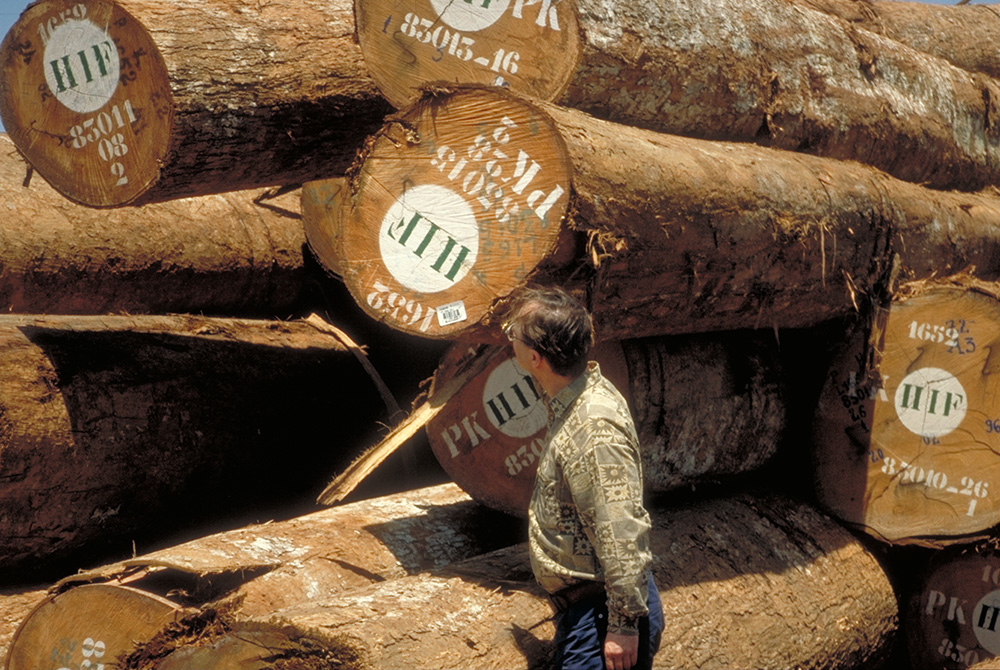
Reinhard Behrend, damaliger Vereinsvorsitzender von Rettet den Regenwald e. V., begutachtet gefällte Regenwald-Baumstämme in Afrika (1. Januar 1997)

Der Verein wurde 1988 vom ehemaligen Vorsitzenden Reinhard Behrend gegründet und sitzt in Hamburg. Behrend leitete den Verein, bis er im Mai 2020 wegen einer Erkrankung diese Position abgeben musste. Er starb am 5. Juni 2020. Der Verein finanziert sich laut eigener Aussage fast ausschließlich über Spenden. Weiterhin werden Einnahmen aus der Vermarktung von T-Shirts, CDs, Büchern, Kinderartikeln, Aufklebern und Postern über den eigenen Regenwald-Shop erzielt.
Der Verein ist in Deutschland als gemeinnützig und besonders förderungswürdig anerkannt.

## Regenwald Report
Der Regenwald Report ist die vierteljährlich erscheinende Zeitschrift des Vereins. Sie enthält Berichte über Regenwaldvernichtung, aktuelle Protestaktionen und Spendenaufrufe. Zudem berichtet das Heft über Erfolge beim Schutz der Regenwälder sowie über lokale Umweltgruppen.
Die Zeitschrift erscheint seit 1988. Alle Ausgaben ab 1995 sind online verfügbar. Die Auflage liegt zwischen 70.000 und 100.000, der Druck erfolgt auf Recyclingpapier.

## Arbeitsweise
Die Lobby- und Informationsarbeit in Deutschland bildet einen Schwerpunkt der Vereinsarbeit. Der Verein informiert die Öffentlichkeit über die deutsche Beteiligung an der Regenwaldzerstörung und zeigt die Ursachen auf. Er nennt als Verursacher Deutsche Bank, BASF, Bayer AG, Unilever, Nestlé, Procter & Gamble, PepsiCo, Monsanto, Cargill, Wilmar, Asia Pulp and Paper Company (APP), APRIL und andere. Er nimmt Einfluss auf die Politik in Deutschland und der Europäischen Union.
Der Verein wendet sich auch direkt an die Verbraucher in Deutschland, die mit bewusstem Kaufverhalten, Protestaktionen und privatem Engagement zum Regenwaldschutz beitragen können. So wirbt der Verein für ein generelles Verzicht auf Palmöl und hält eine Positivliste palmölfreier Produkte bereit.
Mitarbeiter werden häufig von Journalisten aus Printmedien, Radio und Fernsehen und von Filmemachern interviewt (Der Spiegel, Natur, Silva, Bioboom, ZDF, Deutschlandfunk, Radio Lora, Radio Dreyeckland).
Der zweite Schwerpunkt setzt direkt in den Regenwaldländern an. Dort unterstützt der Verein Menschen, setzt sich für den Wald, indigene Rechte, sozialen Fortschritt und nachhaltige Entwicklung ein. Bei Bedarf finanziert und organisiert der Verein Lobbybesuche in Deutschland von Menschen, die in ihrer Heimat für den Erhalt ihrer Regenwälder kämpfen, sofern ihre Lebensräume durch die Politik deutscher Konzerne, Banken oder Ministerien bedroht sind.

## Kampagnen
Mit seinen Kampagnen – meist in Form von Online-Petitionen – macht der Verein auf Umweltzerstörung und Menschenrechtsverletzungen aufmerksam. Die Petitionen werden regelmäßig von mehr als 100.000 Menschen unterschrieben.
Rettet den Regenwald nimmt an Demonstrationen und Protestaktionen teil oder organisiert sie. Dabei werden häufig Unterschriftenlisten übergeben. Mitarbeiter von Rettet den Regenwald besuchen Hauptversammlungen von Unternehmen wie Deutsche Bank, BASF, Bayer und sprechen zu den Aktionären.
Der Verein hat den Alternativen Forstkongress CSAP im September 2015 in Durban mitorganisiert.
Seit dem Jahr 2014 unterstützt der Verein Umweltschützer in Peru dabei, Regenwaldgrundstücke im Dorf Tamshiyacu am Amazonas zu kaufen und unter Schutz zu stellen. Der Regenwald ist durch Rodungen der Firma Cacao del Peru Norte bedroht.
Hauptsächliche Themen dieser Kampagnen sind: (illegale) Regenwaldrodung z. B. für Tropenholznutzung oder die Produktion von Agrarenergie/Biodiesel, Palmöl oder Kakao sowie der Schutz der dort lebenden Menschen und Wildtiere, Landraub, Massentierhaltung sowie Goldförderung und ihre Auswirkungen. Petitionen mit besonders vielen Unterschriften waren beispielsweise:
Biospritpolitik der EU,
Regenwaldvernichtung für Palmöl und Kakao in Peru, Bedrohung der Orang-Utans durch Palmölplantagen, die Bedrohung der Bienen durch Pestizide, das Freihandelsabkommen CETA und Teersande aus Kanada, der falschen Definition von Plantagen als Wälder.

## Kooperationspartner
Der Verein kooperiert mit deutschen und internationalen Umwelt-, Eine Welt- und Menschenrechtsgruppen. Dazu gehören auf nationaler Ebene Pro Regenwald, Save Wildlife Conservation Fund und Robin Wood und auf internationaler Ebene Rainforest Foundation (Großbritannien), Amazonwatch (USA), Acción Ecológica (Ecuador), DECOIN (Ecuador), Fundación del Río (Nicaragua), Rainforest Information Centre (Australien), Rainforest Action Network (USA), Rainforest Relief (USA), Environmental Defense (USA), Stiftung PanEco (Schweiz), Save our Borneo (Indonesien), JATAM (Indonesien), Walhi (Indonesien), Aldaw (Philippinen), Timberwatch (Südafrika), SPDE (Peru), Biofuelwatch (Großbritannien), Bruno Manser Fonds (Schweiz) und viele andere.

## Kritik
Die Zeitschrift Öko-Test gab dem Verein 2002 im Umgang mit Spenden die Note „sehr gut“. Bei einer Bewertung von Spendenorganisationen durch das Magazin test kam für das Stichjahr 2013 als Ergebnis unzureichend in der Gruppe der „Mäßig transparent und organisierten“ Organisationen heraus – bei Einnahmen in Höhe von 1,4 Millionen Euro.

## Transparenz
Rettet den Regenwald e. V. ist Mitglied der Initiative Transparente Zivilgesellschaft. Seine Finanzen veröffentlicht der Verein in ausführlichen Jahresberichten.